# ホンブルグ帽

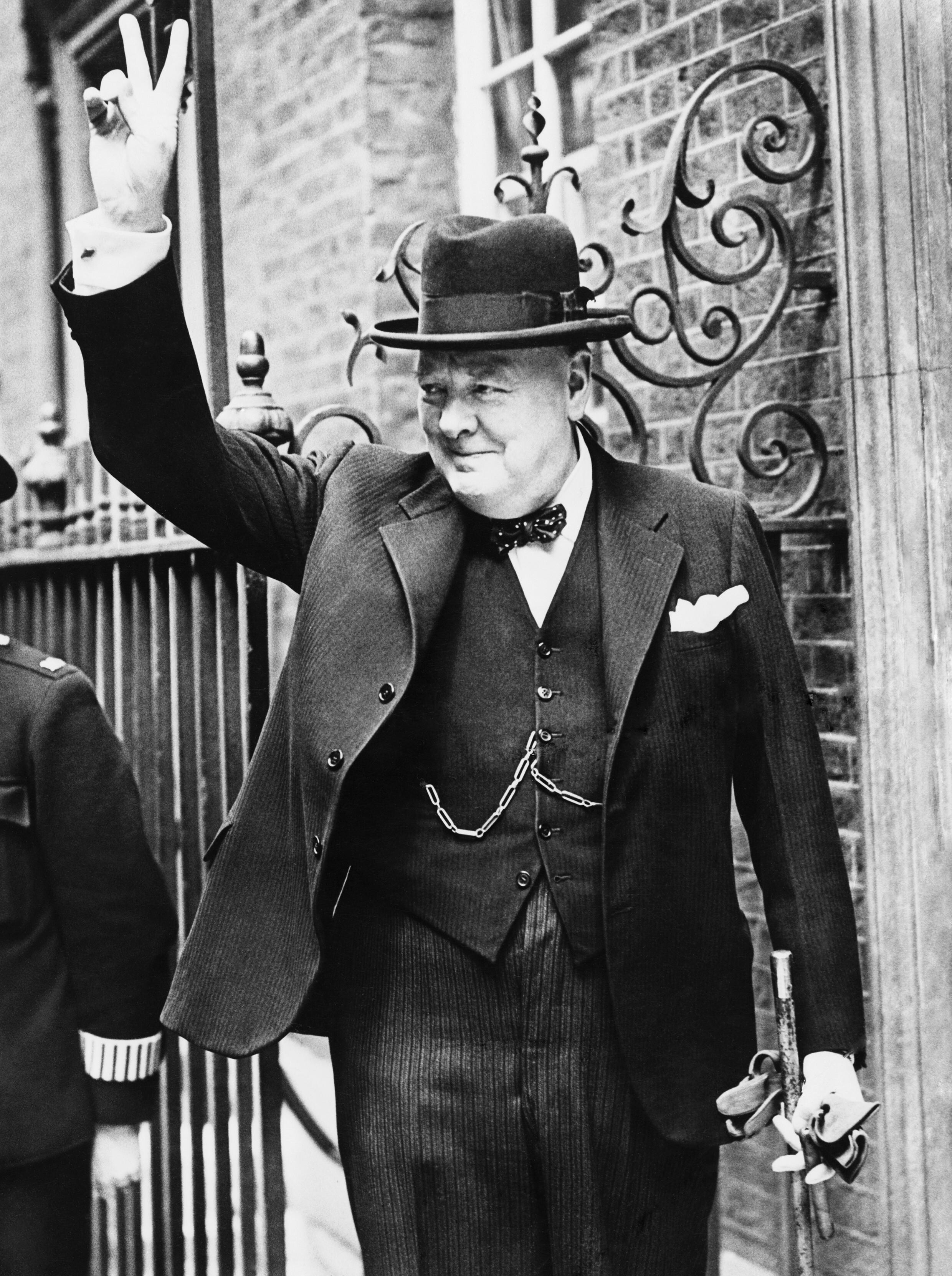
ホンブルグ帽をかぶるウィンストン・チャーチル

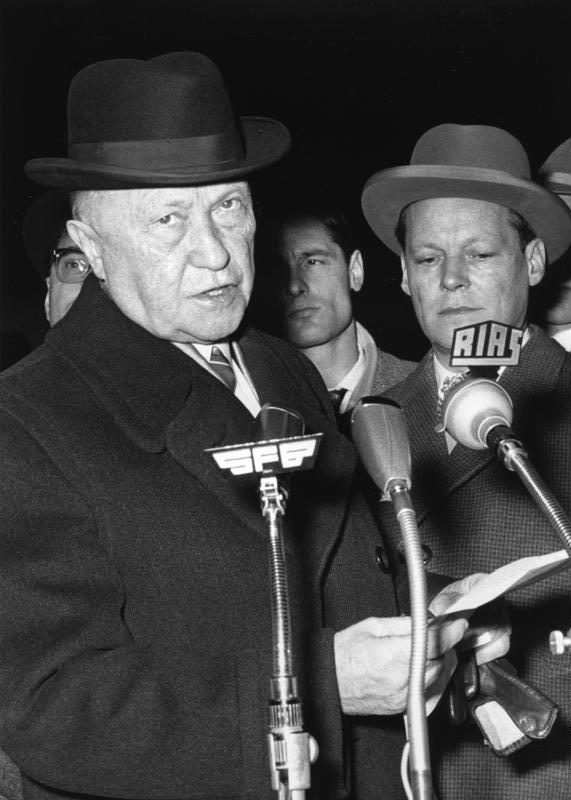
ホンブルグ帽をかぶるコンラート・アデナウアーとヴィリー・ブラント

ホンブルグ帽（英語: Homburg hat）は、毛皮のフェルトから作られた準礼装用の帽子で、クラウンの中央を走るガター・クラウンと呼ばれる一本のくぼみ、幅が広い絹のグログランの縁、「ペンシル・カール」の形状をした平べったいつば、つばの端がリボンで覆われているのが特徴である。それの伝統的な色は黒もしくは灰色である。
名称はドイツ帝国のヘッセン州のバート・ホンブルグに由来しており、それが同地で狩猟用の被り物として考案された事が起源である。19世紀末期、それは後のイギリス国王で当時はウェールズ大公だったエドワード7世により、当時、一般的だったシルクハットの代替として、略装のための帽子として、山高帽やカンカン帽と並んで普及していった。19世紀に考案された時点のホンブルグ帽は21世紀の物に比べ、より大ぶりだった。ホンブルグ帽は、慣習的にタキシードやディレクターズスーツといった準礼装と関連付けられて来たが、平服においても、また広い範囲で用いられた。
1960年代、他の帽子と同じように、それは西洋の男子の服装規定において、日常的な着用から大部分が脱落していった。

## 着用
ホンブルグは、1890年代に、後のエドワード7世が、ドイツヘッセン州のバート・ホンブルクを訪ねた際、この形状の帽子を持ち帰った事がきっかけとなって一般化した。彼は自らの帽子の型が真似される事を喜び、時として自らの型が真似された事を殊更に言い立てた。
1930年代、アンソニー・イーデンは、黒いホンブルグ帽の流行を作り出し、ロンドンのサヴィル・ロウではアンソニー・イーデン・ハットとして知られるようになった。ドワイト・D・アイゼンハワーは1953年の彼の就任式において、シルクハットではなく黒いホンブルグ帽を着用して、慣例を覆した。彼は2度目の就任式でもホンブルグ帽を着用、その帽子は、完成までに3か月の時間をかけ、10か国の職人が製作に携わった事から、帽子職人たちから「国際ホンブルグ」とあだ名された。
その他の西洋における礼装用の紳士帽と同じように、21世紀、ホンブルグ帽はかつてのように一般的な物ではなくなっている。アル・パチーノが映画『ゴッドファーザー』で灰色のホンブルグ帽をかぶった事で、再び注目されるようになった事が理由で、時折、この帽子が「ゴッドファーザー」と呼ばれる事もある。ユダヤ教正統派の一部のラビは、黒いホンブルグ帽をレケルと共に着用しているが。この習わしも廃れはじめている。ホンブルグ帽は中折れ帽に比べ、伝統的で高い格式を備えていると常に見なされてきた。
それは、とりわけ、1958年の映画『最後の歓呼』において俳優のエドワード・ブロフィーがそうしていたように、時折、冗談半分に「ハンバーガー」と呼ばれる事がある。
イタリアにおいて、それは、暴行された時にこの帽子をかぶっていたクリスチャーノ・ロビアにちなんだ「ロビア」という名称で知られている。